# 240021 Radzo
240021 Radzo este o planetă minoră (asteroid), cu un diametru de 6,8 km, din centura de asteroizi. A fost descoperită pe 8 octombrie 2001 la Observatorul Palomar de Near Earth Asteroid Tracking. 
Obiectul prezintă o orbită caracterizată de o semiaxă mare de 3,1575702058569 UAi, o excentricitate de 0,078250318911032, o înclinație de 11,094520549046 ° în raport cu ecliptica.